# Miloš Marković
Miloš Marković (Servisch: Милош Марковић) (Belgrado, 27 januari 1947 - 25 februari 2010) was een Servisch waterpolospeler.
Marković was lid van de club  Partizan Belgrado. Als lid van de Joegoslavische waterpoloploeg nam hij deel aan de Olympische Spelen van 1972 en van 1976. De ploeg eindigde tweemaal op de vijfde plaats.
Dušan Antunović · 
Siniša Belamarić · 
Ozren Bonačić · 
Zoran Janković · 
Miloš Marković · 
Uroš Marović · 
Ronald Lopatni · 
Đorđe Perišić · 
Ratko Rudić · 
Mirko Sandić · 
Karlo Stipanić
Dušan Antunović · 
Siniša Belamarić · 
Ozren Bonačić · 
Dejan Dabović · 
Zoran Kačić · 
Boško Lozica · 
Predrag Manojlović · 
Miloš Marković · 
Uroš Marović · 
Damir Polič · 
Ðuro Savinović